# Kralj Petar Krešimir IV
Kralj Petar Krešimir IV (RTOP-11) – chorwacki kuter rakietowy z końca XX wieku, jedna z dwóch zbudowanych jednostek typu Kralj. Okręt został zwodowany 21 marca 1992 roku w stoczni Brodogradilište w Kraljevicy, a do służby w marynarce wojennej Chorwacji wszedł 7 lipca 1992 roku. Jednostka, oznaczona numerem taktycznym RTOP-11, nadal znajduje się w składzie floty chorwackiej (stan na 2020 rok).

## Projekt i budowa
Pierwszy z kutrów rakietowych późniejszego typu Kralj (oznaczenie NATO Kobra) został zamówiony przez marynarkę wojenną Jugosławii w końcu lat 80. XX wieku. Konstrukcja stanowiła rozwinięcie projektu kutrów rakietowych typu Končar z lat 70., z powiększonym kadłubem i nową nadbudówką. Stępkę jednostki położono pod nazwą „Sergej Mašera”, a wodowanie odbyło się już po rozpadzie Jugosławii w stoczni Brodogradilište w Kraljevicy 21 marca 1992 roku.

## Dane taktyczno-techniczne

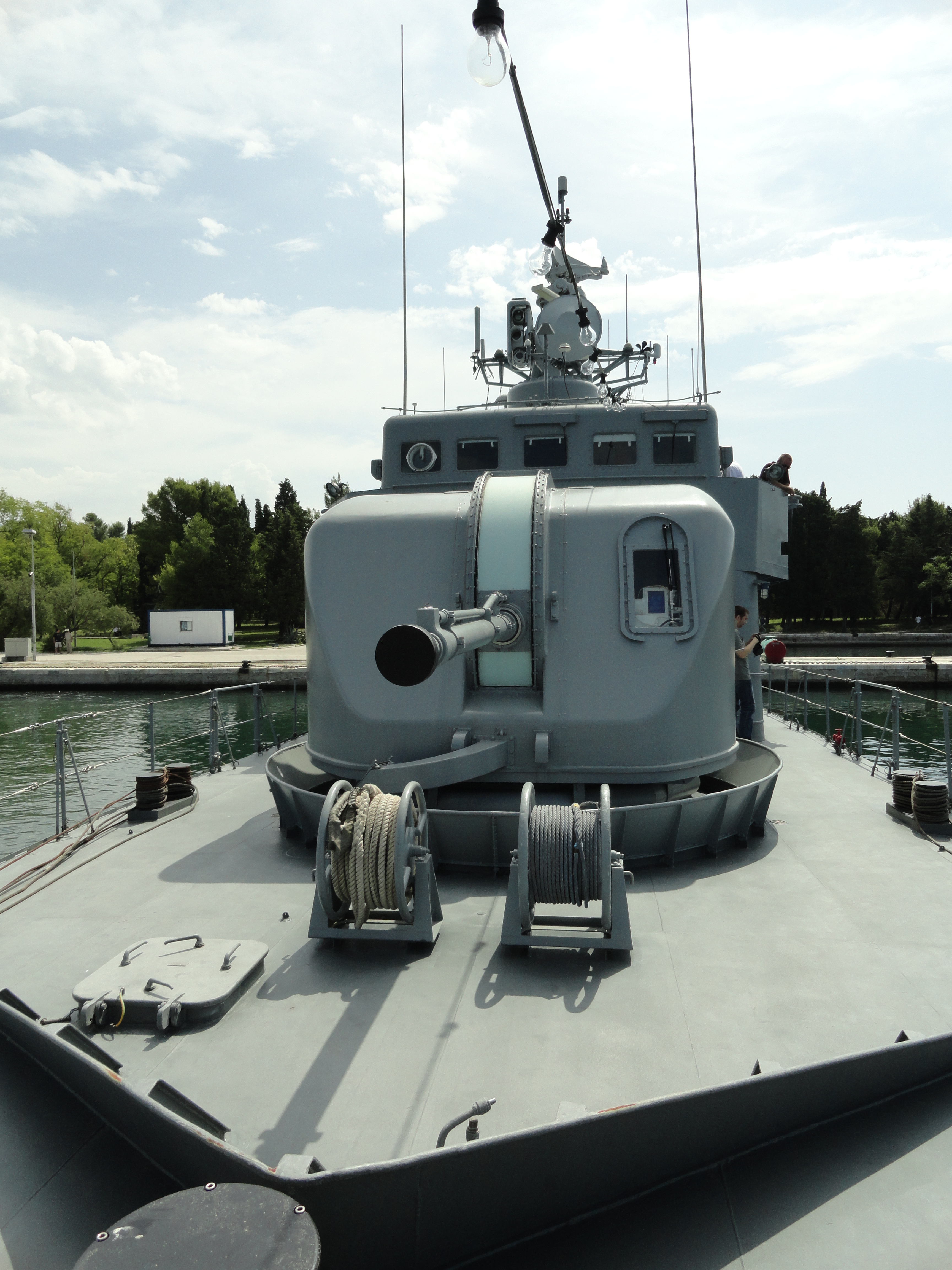
Dziobowa armata Bofors kal. 57 mm

Okręt jest kutrem rakietowym o długości całkowitej 53,6 metra, szerokości całkowitej 8,5 metra i zanurzeniu 2,3 metra. Wyporność standardowa wynosi 350 ton, a pełna 385 ton . Okręt napędzany jest przez trzy silniki wysokoprężne M504B-2 o łącznej mocy 9,2 MW (12 500 KM), poruszające trzema śrubami. Maksymalna prędkość jednostki wynosi 36 węzłów, a zasięg 1700 Mm przy prędkości 18 węzłów (lub 1500 Mm przy prędkości 20 węzłów).
Główne uzbrojenie okrętu stanowią cztery pojedyncze kontenerowe wyrzutnie przeciwokrętowych pocisków rakietowych Saab RBS-15, umieszczone po dwie na każdej burcie na pokładzie rufowym . Pocisk rozwija prędkość 0,8 Ma, masa głowicy bojowej wynosi 83 kg, a maksymalny zasięg sięga 70 km. Na dziobie w wieży umieszczono pojedyncze działo uniwersalne Bofors kalibru 57 mm L/70. Masa naboju wynosi 2,4 kg, donośność 17 000 metrów i szybkostrzelność 200 strz./min. Bezpośrednio za nadbudówką na wysokiej platformie zostało zainstalowane sześciolufowe szybkostrzelne działko AK-630M kalibru 30 mm o szybkostrzelności 3000 strz./min i donośności 4000 metrów. Broń małokalibrową stanowią dwa pojedyncze stanowiska wkm kalibru 12,7 mm . Okręt może też przenosić cztery miny magnetyczne AIM-70 lub sześć min akustycznych SAG-1.
Wyposażenie radioelektroniczne obejmuje radar nawigacyjny Racal 1290A, radar dozoru ogólnego Racal BT 502, systemy kierowania ogniem PEAB 9LV 249 Mk 2 i Kołonka (dla AK-630M), sonar RIZ PP10M i system zakłóceń pasywnych z dwiema wyrzutniami celów pozornych Wallop Barricade.
Załoga okrętu składa się z 33 oficerów, podoficerów i marynarzy .

## Służba
„Kralj Petar Krešimir IV” został przyjęty do służby w marynarce wojennej Chorwacji 7 lipca 1992 roku. Jednostka otrzymała numer taktyczny RTOP-11. W lipcu 1993 roku „Kralj Petar Krešimir IV” został ciężko uszkodzony w wyniku eksplozji ładowanego do wyrzutni pocisku rakietowego. Planowano wymianę silników M504B-2 na nowe firmy MTU, jednak nie doszła ona do skutku . Okręt wraz z bliźniaczą jednostką „Kralj Dmitar Zvonimir” bazuje w Splicie. „Kralj Petar Krešimir IV” nadal znajduje się w składzie floty chorwackiej (stan na 2020 rok) . 